# Stazione di Dittaino
La stazione di Dittaino è una stazione ferroviaria intermedia della ferrovia Palermo-Catania, nonché lo scalo merci dell'Area Industriale di Dittaino, nel territorio del Libero consorzio comunale di Enna.
Un tempo era stazione di diramazione delle due linee ferroviarie a scartamento ridotto, per Assoro e Leonforte (fino al 1959) e per Piazza Armerina (fino al 1971); dopo la soppressione delle due tratte ha subito un drastico calo del traffico viaggiatori ma continua a svolgere servizio merci a supporto dell'Area di Sviluppo Industriale di Dittaino (ASI). 
Sorge nella valle del Dittaino ad un'altitudine di 280 m s.l.m. ed è collegata al capoluogo dalla strada statale 192 della Valle del Dittaino e dall'autostrada A19.

## Storia
La stazione di Dittaino, il cui nome originario (fino al 1918) era stazione di Assoro, venne inaugurata il 15 agosto 1870 in concomitanza con l'apertura della tratta ferroviaria Raddusa-Pirato della costruenda ferrovia Catania-Palermo. L'ubicazione dello scalo venne scelta in funzione dell'allora fiorente industria estrattiva dello zolfo in quanto strategicamente idonea alla raccolta dei minerali provenienti dal gruppo di zolfare dei territori di Agira, Assoro, Leonforte, Valguarnera e Piazza Armerina. Quando Assoro nel 1918 ebbe una sua stazione alla periferia del paese, sulla linea a cremagliera per Leonforte, lo scalo a valle mutò il suo nome in quello attuale.
Fu quindi a seguito della costruzione della linea ferroviaria a cremagliera per Assoro e Leonforte che il nome della stazione, che si trova in aperta campagna sul fianco sud del fiume Dittaino, venne mutato, seguendo l'usanza delle Ferrovie dello Stato, in quella della località, della contrada, o del sito in cui si trova lo scalo ferroviario. Così prese il nome del fiume che le passa accanto, il Dittaino, a simiglianza di tante altre stazioni della rete, come Magazzolo sulla linea ferroviaria Castelvetrano-Porto Empedocle (dal fiume Magazzolo), o Verdura, presso Sciacca (dal fiume Verdura) e tanti altri casi. 

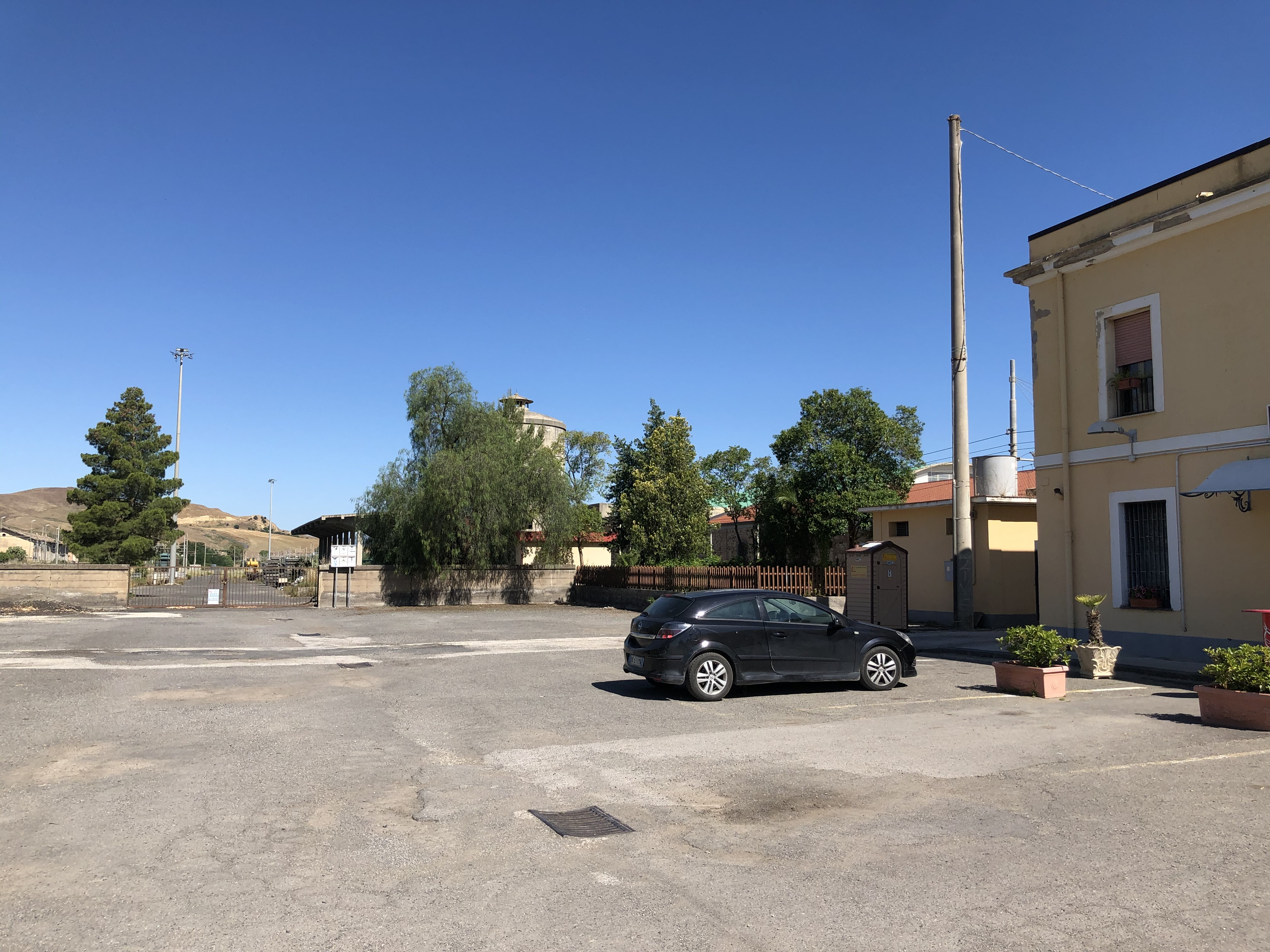
Il piazzale

La stazione di Dittaino fu importante anche perché a servizio della linea che raggiungeva le grandi miniere storiche di Grottacalda e Floristella (che dopo la chiusura definitiva sono divenute un parco di archeologia industriale) e di Sant'Agostino a cui si accedeva per mezzo di una tranvia a vapore costruita da Robert Trewhella, proprietario e costruttore della Ferrovia Circumetnea e grande imprenditore inglese del settore minerario in Sicilia. Il 25 aprile 1912 fu aperta al traffico la prima sezione della linea a scartamento ridotto per Piazza Armerina e la stazione di Assoro (poi, anni dopo, stazione di Dittaino) fu collegata ad un capolinea provvisorio a poca distanza da Valguarnera, servendo direttamente con proprie fermate, le miniere di Grottacalda e Floristella nelle quali lavoravano duramente migliaia di solfatari. In seguito la linea venne completata fino a Piazza Armerina e Caltagirone. Alla chiusura all'esercizio della ferrovia, nel 1971, la stazione di Dittaino fu collegata con un servizio sostitutivo di autobus a Valguarnera Caropepe e Piazza Armerina.
La stazione di Dittaino fu per molto tempo di fermata per tutte le categorie di treni, compresi i rapidi provenienti da Palermo e da Catania per i viaggiatori provenienti o diretti a Valguarnera, Barrafranca e Piazza Armerina.
Attorno alla stazione di Dittaino, oltre ai fabbricati industriali e qualche casa, a partire dagli anni settanta si è sviluppata l'area industriale di Dittaino (ASI Dittaino) che ha preso nome dalla località e si serve della stazione e dei suoi raccordi, man mano realizzati, per collegare direttamente le singole industrie e attività commerciali.

## Data di apertura delle tratte ferroviarie interessanti la stazione
- 15 agosto 1870: (Catania) Raddusa Agira - Dittaino - Pirato (linea Catania - Enna - Caltanissetta Xirbi),
- 1º febbraio 1876: Pirato - Villarosa
- 1º marzo 1876: Villarosa - S. Caterina Xirbi
- 25 aprile 1912: Dittaino - Valguarnera (linea Dittaino - Piazza Armerina)
- 8 marzo 1918: Dittaino - Cavalcatore (linea Dittaino - Assoro - Leonforte)
- 12 maggio 1921: Cavalcatore - Assoro
- 30 settembre 1923: Assoro - Leonforte

## Struttura e impianti
La stazione di Dittaino, con il relativo scalo merci, è ubicata al margine nord dell'agglomerato industriale della provincia di Enna. Consta di un binario di corsa e di due binari di incrocio e di precedenza, essendo posta su linea a semplice binario. Il fascio binari di stazione è collegato mediante raccordi ferroviari alle varie imprese con area di smistamento dei carri. Dal 2005 in poi sono stati fatti lavori di modifica dello scalo ferroviario sussidiario e di riutilizzo dell'ampio piazzale esterno che costituiva lo scalo delle linee a scartamento ridotto chiuse all'esercizio.

## Movimento
La stazione ha svolto nel tempo un consistente traffico viaggiatori in quanto a servizio delle località di Valguarnera, Piazza Armerina e Assoro; questo è fortemente diminuito in seguito alla chiusura delle ferrovie a scartamento ridotto afferenti. Il traffico merci, notevole in periodi di estrazione zolfifera si è fortemente ridotto in seguito alla crisi del settore minerario; ha avuto una certa ripresa in seguito allo sviluppo dell'agglomerato industriale omonimo risentendone la crisi in tempi recenti.
L'offerta giornaliera viaggiatori della Società Sicula relativa all'anno 1899 prevedeva la fermata di una coppia di treni diretti (di collegamento tra Roma, Napoli, Messina, Catania e Palermo) di 1ª e 2ª classe e una coppia di omnibus da Palermo per Catania e viceversa; una coppie di treni misti e una coppia di omnibus da Catania per S. Caterina Xirbi e viceversa.
Il subentro delle Ferrovie dello Stato lasciò sostanzialmente invariata l'offerta; migliorava soltanto il servizio di vettura ristorante sul treno diretto che offriva anche posti di terza classe.
L'offerta del 1935 prevedeva la fermata di cinque coppie di treni giornalieri; una coppia di treni diretti e una coppia di accelerati da Catania per Palermo e viceversa; due coppie di accelerati e una di omnibus sul percorso Catania-Caltanissetta Xirbi e viceversa (non veniva offerta la 1ª classe su nessuno dei treni.

### Per la linea di Leonforte
L'offerta del 15 maggio 1935 prevedeva la fermata di due coppie di treni giornalieri; una coppia di treni misti e una coppia di omnibus sui quali venivano offerti posti di 1ª e 3ª classe.

### Per la linea a scartamento ridotto per Piazza Armerina e Caltagirone
Il quadro orario prevedeva, nel 1938, 3 coppie di treni giornalieri da e per Piazza Armerina; di questi una coppia era di categoria omnibus il resto era di categoria misto tutti effettuati con trazione a vapore.
L'immissione in servizio delle automotrici RALn 60 all'inizio degli anni cinquanta permise un sostanziale miglioramento dell'offerta: i treni da e per Piazza Armerina divennero 7 coppie di cui una sola, di materiale ordinario e trazione a vapore (di categoria omnibus). La percorrenza media si dimezzò.
Ogni servizio ferroviario è cessato in seguito alla chiusura della ferrovia ed è stato sostituito da autoservizio sostitutivo.

## Servizi
- Biglietteria[senza fonte]
- Sala d'attesa
- Servizi igienici
- Bar-Tabacchi
- Ristorante
- B&B